# Nougaroulet
Nougaroulet (gaskognisch Nogarolet) ist eine französische Gemeinde mit 385 Einwohnern (Stand 1. Januar 2022) im Département Gers in der Region Okzitanien; sie gehört zum Arrondissement Auch und zum Gemeindeverband Grand Auch Cœur de Gascogne. Seine Bewohner nennen sich Nougarouletois/Nougarouletoises.

## Geografie
Nougaroulet liegt rund 13 Kilometer nordöstlich der Stadt Auch im Osten des Départements Gers. Die Gemeinde besteht aus den Siedlungen Coignax, Laboubée und Nougaroulet sowie zahlreichen Weilern und Einzelgehöften. Die Gemeinde liegt an der Straße D256, wenige Kilometer nördlich der N124 und einige Kilometer östlich der N21.

## Geschichte
Im Mittelalter wurde ein Schloss errichtet. In seiner Nähe lag der befestigte Ort Nougaroulet. Die Befestigungen wurden 1624 auf Anweisung von Kardinal Richelieu geschleift. Im Mittelalter lag der Ort innerhalb der Grafschaft Haut-Armagnac, die ein Teil der Provinz Gascogne war. Die Gemeinde gehörte von 1793 bis 1801 zum District Auch, zudem war Nougaroulet von 1793 bis 1801 ein Teil des Kantons Puycasquier. Von 1801 bis 1973 lag sie im Wahlkreis (Kanton) Auch-Nord. Danach von 1973 bis 2015 im Kanton Auch-Nord-Est. Die Gemeinde ist seit 1801 dem Arrondissement Auch zugeteilt. Im Jahr 1821 kamen die bisherigen Gemeinden Coignax (1821: 124 Einwohner) und La Boubée (1821: 108 Einwohner) zu Nougaroulet.

### Bevölkerungsentwicklung
| Jahr                                                | 1962 | 1968 | 1975 | 1982 | 1990 | 1999 | 2006 | 2014 | 2020 |
| Einwohner                                           | 320  | 268  | 231  | 219  | 249  | 290  | 324  | 368  | 376  |
| Quellen: Cassini und INSEE; heutiges Gemeindegebiet |      |      |      |      |      |      |      |      |      |

## Sehenswürdigkeiten
- Kirche Saint-Jean-Baptiste in Nougaroulet (19. Jahrhundert)
- Kapelle Saint-Martin (auch de l’Assomption) in La Boubée (18. Jahrhundert)
- Kapelle in Coignax (18. Jahrhundert)
- Überreste des ehemaligen Schlosses (Mauern und Fenster in einem Gebäude) aus dem 18. Jahrhundert
- Mühle Moulin vert westlich des Dorfs
- Denkmal für die Gefallenen[1]
- Brunnen Saint-Jean-Baptiste an der Kirche in Nougaroulet
- Sonnenuhr aus dem Jahr 1750
- mehrere Wegkreuze und eine Madonnenstatue
- Taubenschlag in Labeoulaygue

Quelle:

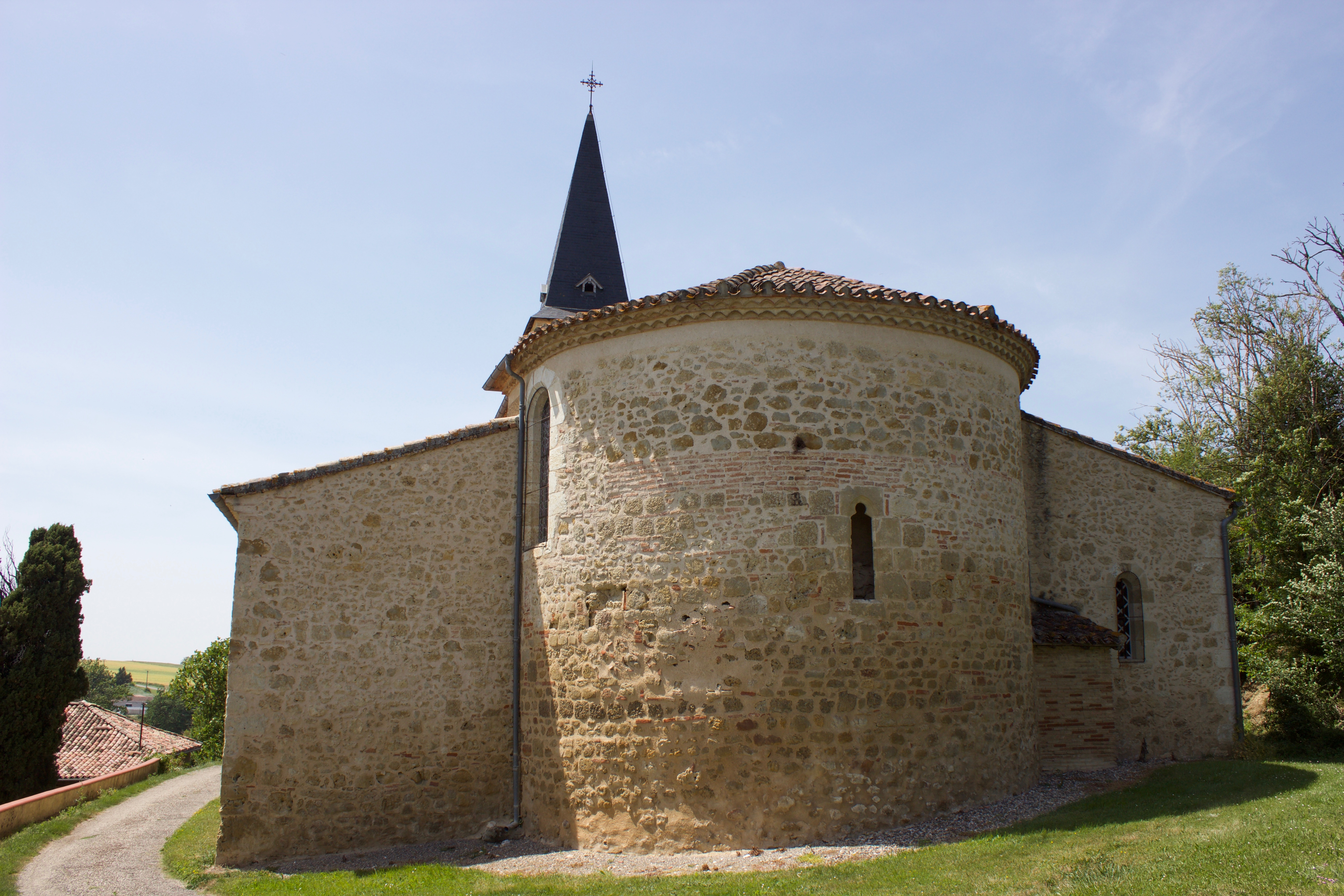
Kirche Saint-Jean-Baptiste
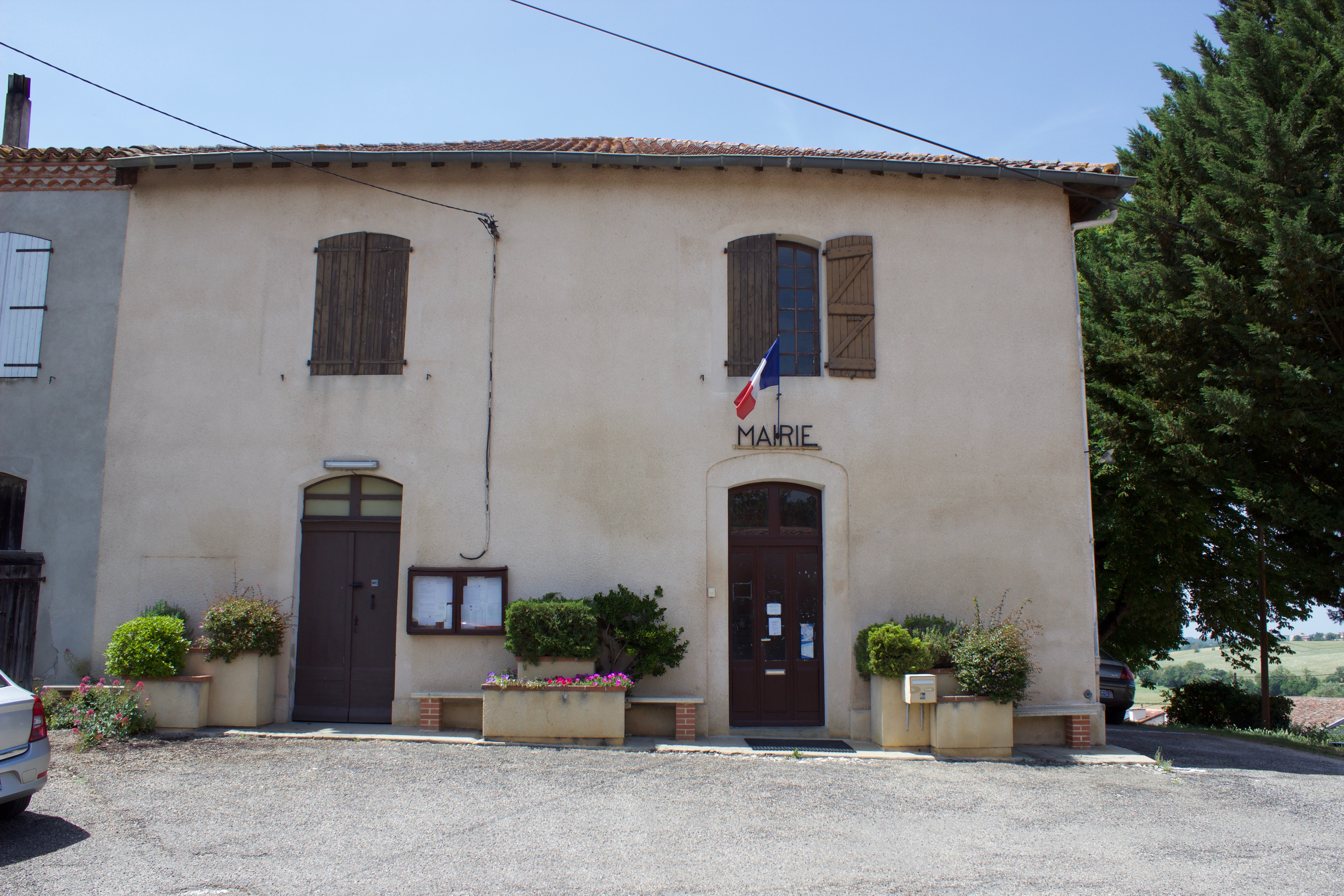
Rathaus
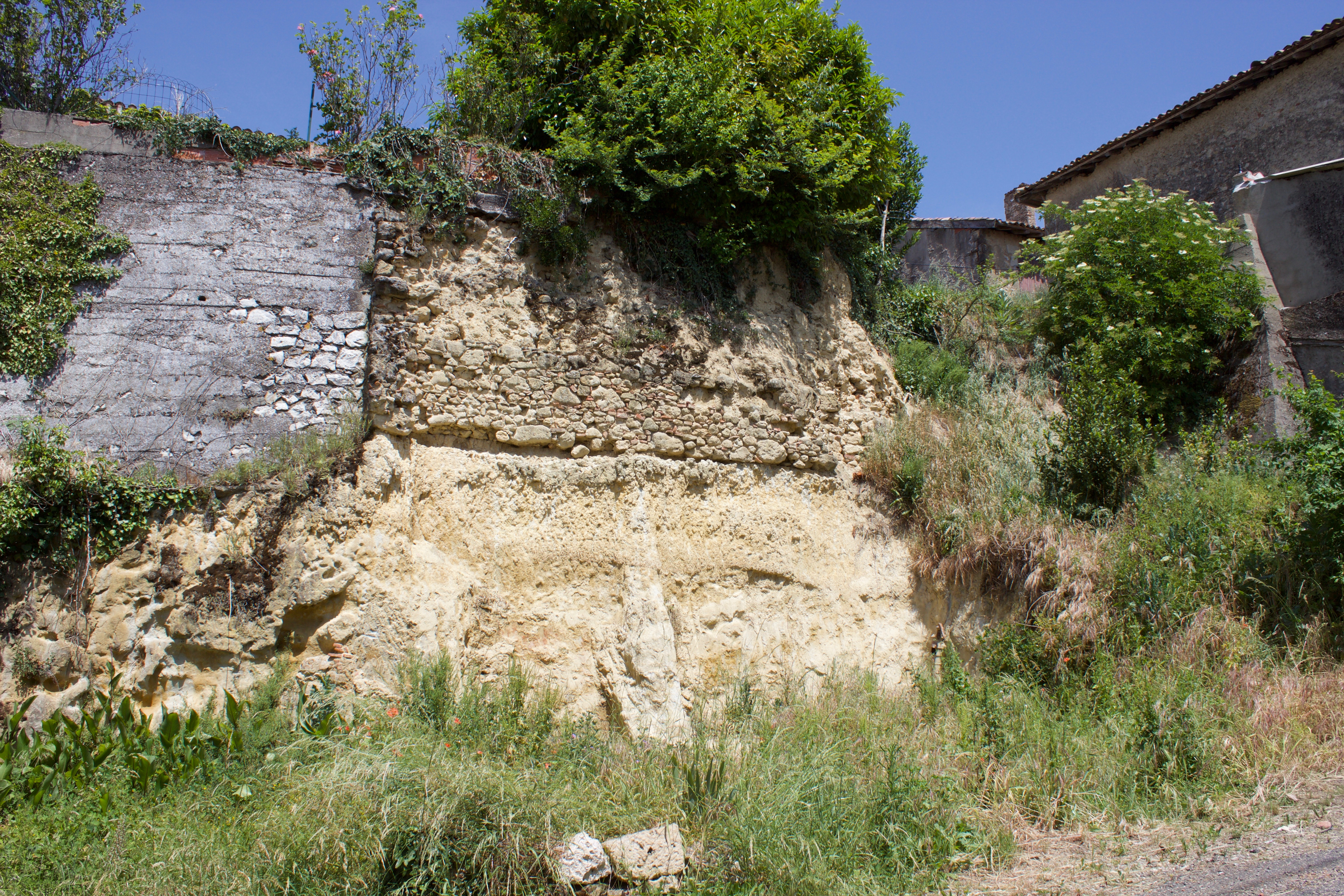
Mauerreste des ehemaligen Schlosses